# 诺龙拉波特里
诺龙拉波特里（法語：Noron-la-Poterie，法語發音：[nɔʁɔ̃ la pɔtʁi]）是法国卡尔瓦多斯省的一个市镇，属于巴约区。

## 地理
诺龙拉波特里（49°13'36"N, 0°46'30"W）面积3.01 平方千米，位于法国诺曼底大区卡爾瓦多斯省，该省份为法国西北部沿海省份，北濒大西洋英吉利海峡，东北与滨海塞纳省以海上边界相接，东临厄尔省，南至奧恩省，西与芒什省接壤。
与诺龙拉波特里接壤的市镇（或旧市镇、城区）包括：阿日、卡斯蒂永、圣保罗迪韦尔奈、叙布勒、勒特龙凯。

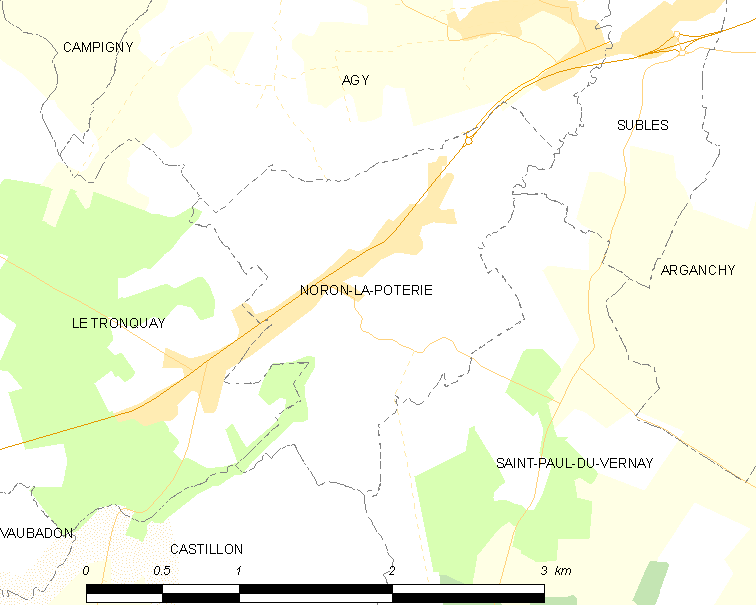
诺龙拉波特里的OSM定位图

诺龙拉波特里的时区为UTC+01:00、UTC+02:00（夏令时）。

## 行政
诺龙拉波特里的邮政编码为14490，INSEE市镇编码为14468。

## 政治
诺龙拉波特里所属的省级选区为特雷维耶尔县。

## 人口

1962-2008年间诺龙拉波特里人口变化图示

诺龙拉波特里于2022年1月1日时的人口数量为335人。